# 杜子春 (芥川龍之介)
《杜子春》（日语：／ Toshishun），是日本文學家芥川龍之介於1920年發表的一篇短篇小說，取材自《唐人傳奇》名篇《杜子春》。故事中描述一個傾盡財富的落魄公子杜子春，巧遇神仙鐵冠子（曾詠呂洞賓的詩，原形應為呂洞賓）的故事。

## 故事大要
落魄公子杜子春，歷經多次破產，終於被神仙鐵冠子感悟，認為金錢不再代表一切，世間的一切只是虛幻，於是他打算放棄塵世，要跟鐵冠子入峨嵋山學道。
鐵冠子約束杜子春，在一段時間內不能說話出聲，方能修道。杜子春受到種種考驗，一開始出現了毒蛇與猛虎，杜無動於衷。又出現了金甲烈烈的山神對杜子春作各種威逼利誘，目的要引他違反戒律說話，山神恐嚇子春不成，竟然殺死子春，杜子春到死，仍是一語不發。杜子春死後，他的靈魂來到了地府，被閻羅王投入阿鼻地獄折磨，杜子春還是不肯說半句話。眼看考驗就快要克服，卻見到父母變成瘦馬，被牛頭馬面拷打，杜見到父母為讓他得道竟在痛楚中仍勸自己忍耐，終為親情所動，因而破戒。
所有幻象結束，杜子春被自己的聲音驚醒，看見自己已經離開了四川的峨嵋山，正在河南的雒邑西門下，身側正是鐵冠子。鐵冠子不但不斥責杜子春破戒之舉，甚至說「你若依然保持沈默，我打算當下就殺了你！」杜子春經歷了這些，重視人類真正的情感，遂打消學仙的念頭，鐵冠子送他小屋與良田，讓他能平凡的體驗人間生活。

## 與唐人傳奇版的差異
不同於中國版本強調杜子春對子女的舐犢親情終將妨礙成仙，芥川將結局改為人對父母的孝道無可取代，甚至將神仙描寫成看重世俗的親情，同時暗示成仙與否對於凡人並非重要。

## 外部連結
- 『杜子春 (芥川龍之介)』：新字新仮名 - 青空文庫（日語）